# 恋のサマー・ダンス
「恋のサマー・ダンス」（こいのサマー・ダンス）は、1981年6月21日に発売された、石野真子の通算15枚目のシングル。

## 解説
- 2ヶ月連続リリースの第1弾として発売されたシングル。

- 2008年3月26日に発売された歌手デビュー30周年記念CD-BOX『Mako Pack -Premium- 30th Anniversary Special Edition』に、シングルEPのA・B面曲が共に最新デジタル・リマスタリング音源で収録された。

## 収録曲
1. 恋のサマー・ダンス [4:15]
作詞：森雪之丞／作曲：鈴木キサブロー／編曲：萩田光雄
2. 恋はおしゃれに [3:30]
作詞：真樹のり子／作曲・編曲：林哲司

## 関連作品
- GOLDEN☆BEST 石野真子
- Mako Pack -Premium- 30th Anniversary Special Edition